# Palace (отель, Закопане)
Отель «Palace» (пол. Hotel Palace) — архитектурный памятник, который находится в Польше в городе Закопане, Малопольское воеводство. Здание внесено в реестр охраняемых памятников Малопольского воеводства.
Здание было построено в 1930 году в стиле модернизма. Во время оккупации Польши в отеле располагалось отделение Гестапо. В подвалах отеля находились пыточные камеры. На первом этаже производились допросы задержанных.
В 1946 году в отеле проходили допросы лидеров Гораленфолька.
В 1948—1949 годах в отеле действовал противотуберкулёзный санаторий имени Ежи Громковского и с 1949 года по 1978 год — противотуберкулёзный санаторий ветеранской организации Союза борцов за свободу и демократию. С 1978 года здание отеля находилось в городской собственности и потом перешло в частную собственность.
31 мая 2000 года здание было внесено в реестр охраняемых памятников Малопольского воеводства (№ А-738).
В настоящее время в здании находятся дом отдыха под довоенным названием и Музей мученичества, который открыт по четвергам с 16.00 по 17.00 часов.